# Steinbach (Saalach)
Der Steinbach ist ein Gebirgsbach an der Grenze zwischen Deutschland und Österreich. Er durchfließt das Gebiet der Ortschaften Schneizlreuth (Deutschland) und Unken (Österreich) und mündet in die Saalach. Dabei trennt er auf der ganzen Länge die beiden Länder. Der Steinpass bei Schneizlreuth, Ortsteil Melleck, ist der alte  Zoll- und Grenzübergang.
Der Steinbach hat zwei Quellbäche, deren längerer, der Vordere Steinbach, auf ca. 1350 m bei 47° 41′ 32″ N, 12° 42′ 54″ O an der Nordabdachung von Aibleck, Ochsenhorn und Bogenhorn, einem Kamm der Sonntagshorngruppe in den Chiemgauer Alpen, entspringt und komplett auf bayerischem Gebiet östlich um das Bogenhorn herum verläuft. Der Hintere Steinbach hat seine Quelle ebenfalls in Bayern (47° 41′ 0″ N, 12° 42′ 48″ O, ca. 1320 m) auf der südexponierten Seite der genannten Berge, ist aber schon ab der Einmündung des aus Süden von österreichischem Gebiet kommenden Roßkarbachs bei 47° 40′ 43″ N, 12° 43′ 35″ O, der die gleichnamige eiszeitliche Depression an der Südostflanke des Sonntagshorns entwässert, Grenzbach zwischen dem Freistaat Bayern und dem Bundesland Salzburg.